# Anthony Réveillère
Anthony Réveillère (født 10. november 1979 i Doué-la-Fontaine, Frankrig) er en fransk tidligere fodboldspiller, der spillede som højre back. Han spillede gennem karrieren for blandt andet Olympique Lyon, Valencia CF og Napoli.

## Landshold
Réveillère nåede 20 kampe og én scoring for Frankrigs landshold, som han debuterede for den 11. oktober 2003 i en kamp mod Israel.

## Titler
Ligue 1
- 2004, 2005 2006, 2007 og 2008 med Olympique Lyon

Coupe de France
- 2008 med Olympique Lyon